# Adam Banaś (polityk)
Adam Bartłomiej Banaś (ur. 6 listopada 1951 w Narolu-Wsi) – polski polityk, ślusarz i ekonomista, poseł na Sejm PRL IX kadencji.

## Życiorys
Szkołę podstawową rozpoczął w Narolu-Wsi, a zakończył w Lubaczowie, w którym zamieszkał w 1964. W 1969 uzyskał zawód ślusarza w Zasadniczej Szkole Zawodowej. W 1972 zdał maturę w Technikum Mechanicznym w Ropczycach, gdzie uzyskał tytuł technika mechanika. Od 1976 zamieszkał na stałe w Ropczycach, w tym samym roku wstąpił do Polskiej Zjednoczonej Partii Robotniczej. Od 1977 zatrudniony w Zakładach Magnezytowych w Ropczycach, gdzie pracował jako mistrz w dziale kontroli jakości oraz dyspozytor. Pełnił funkcje I sekretarza Komitetu Zakładowego PZPR i zastępcy członka Komitetu Wojewódzkiego partii w Rzeszowie. W 1985 ukończył studia ekonomiczne w rzeszowskiej filii Uniwersytetu Marii Curie-Skłodowskiej w Lublinie.
Od 1985 do 1989 z ramienia PZPR pełnił mandat posła na Sejm PRL IX kadencji, wybranego w okręgu rzeszowskim. Zasiadał w Komisji Regulaminowej i Spraw Poselskich oraz w Komisji Polityki Społecznej, Zdrowia i Kultury Fizycznej. W okresie III RP przystąpił do Sojuszu Lewicy Demokratycznej. Bezskutecznie kandydował w 2014 do sejmiku województwa podkarpackiego z listy komitetu SLD Lewica Razem oraz w 2015 do Sejmu z listy Zjednoczonej Lewicy.

## Życie prywatne
Adam Banaś jest żonaty, ma troje dzieci.

## Odznaczenia
Otrzymał Brązowy (1985) i Srebrny (1988) Krzyż Zasługi, Medal 40-lecia Polski Ludowej, a także w 1986 odznakę „Zasłużony dla Województwa Rzeszowskiego”.